# 다카마쓰코토히라 전기 철도
다카마쓰코토히라 전기 철도(일본어: 高松琴平電気鉄道株式会社)는 일본 가가와현 다카마쓰시를 중심으로 철도 노선을 운영하고 있는 철도 회사이다.

## 역사
- 1943년 11월 1일: 사누기 전철, 고토히라 전철, 다카마쓰 전기 궤도가 합병하여 다카마쓰코토히라 전기 철도가 발족함.

## 보유하는 노선
- 고토히라 선
- 나가오 선
- 시도 선

## 보유하는 차량
- 600형·700형
- 1070형
- 1080형
- 1100형
- 1200형
- 1300형

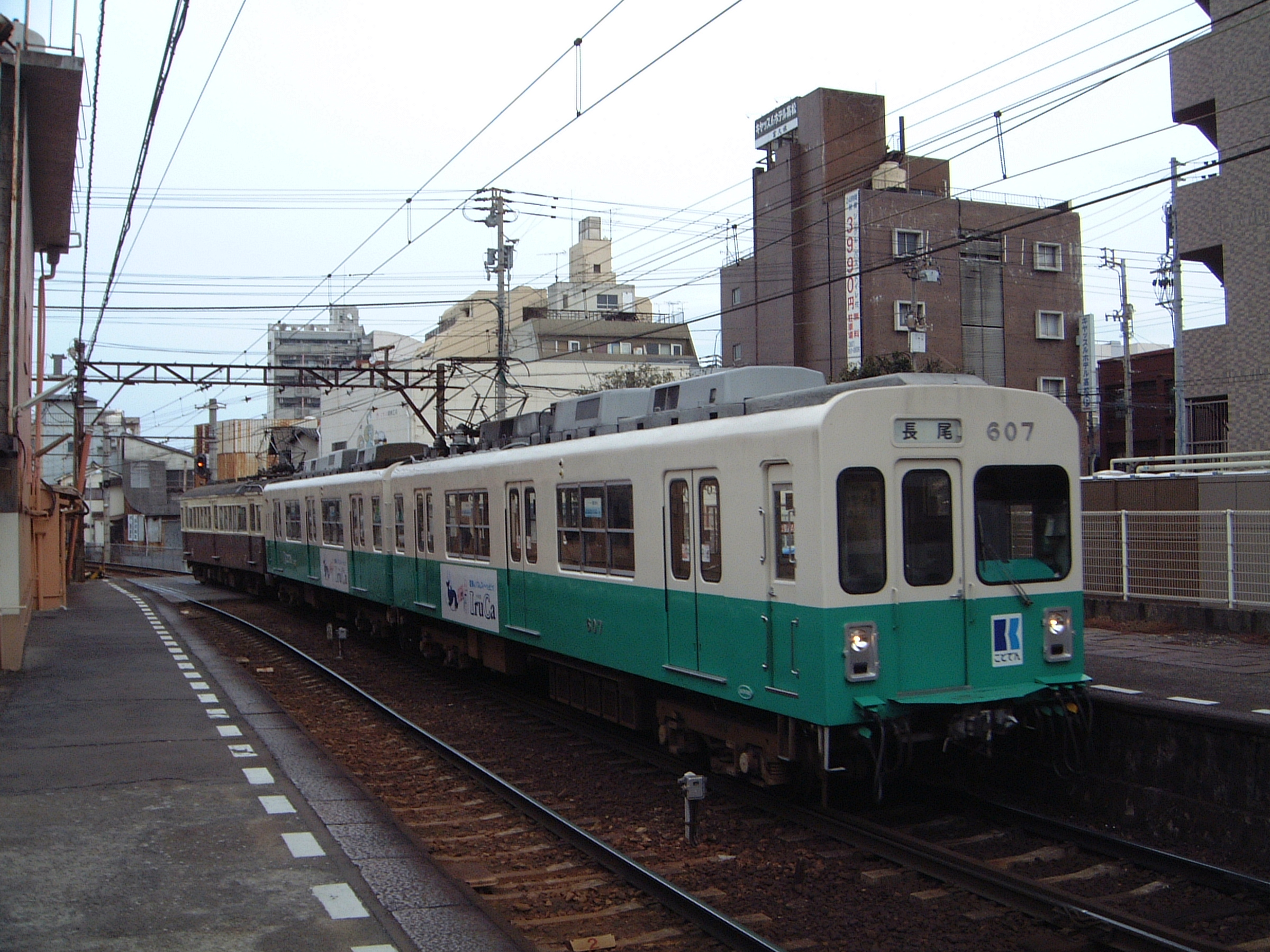
600형
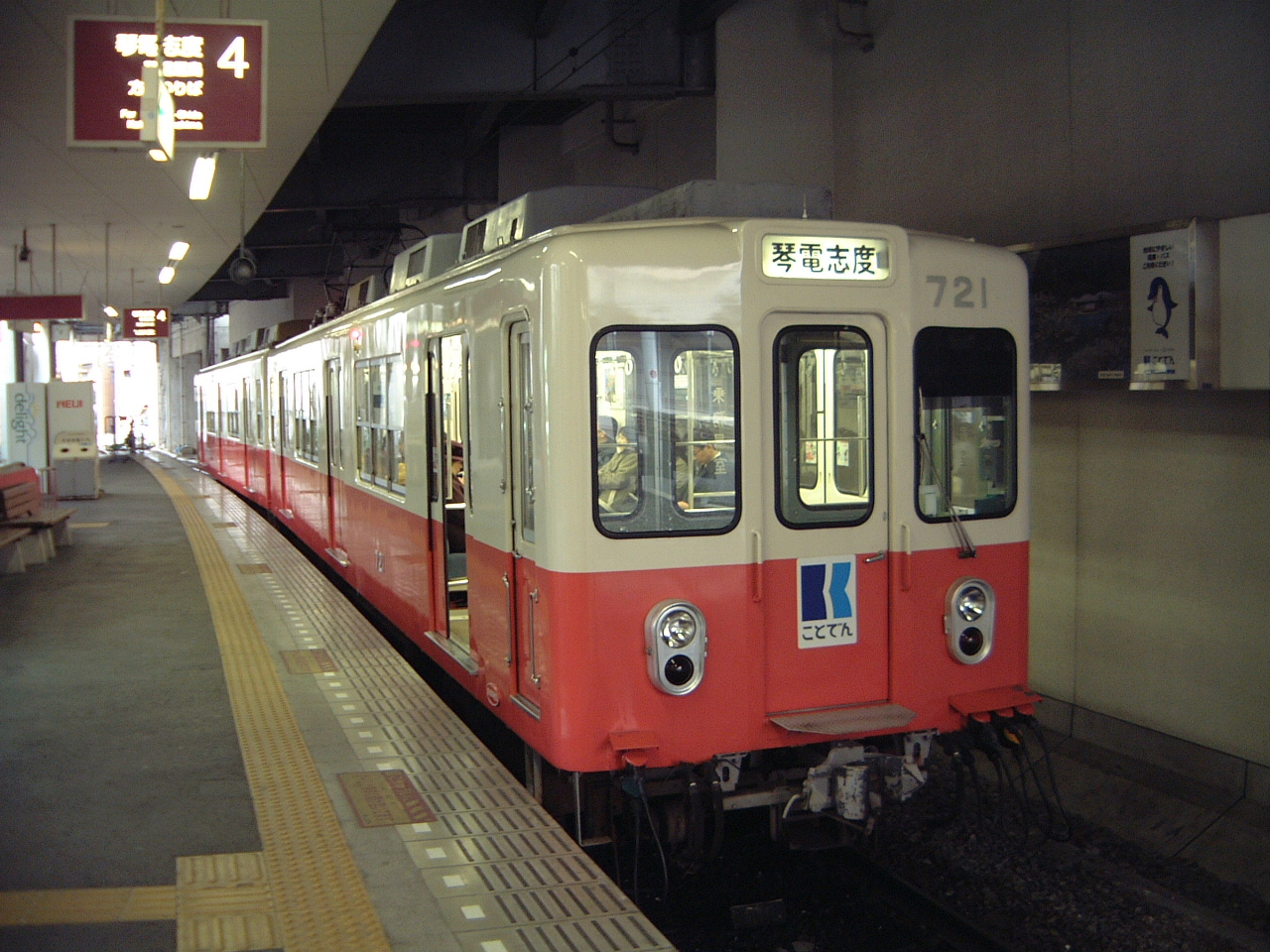
700형
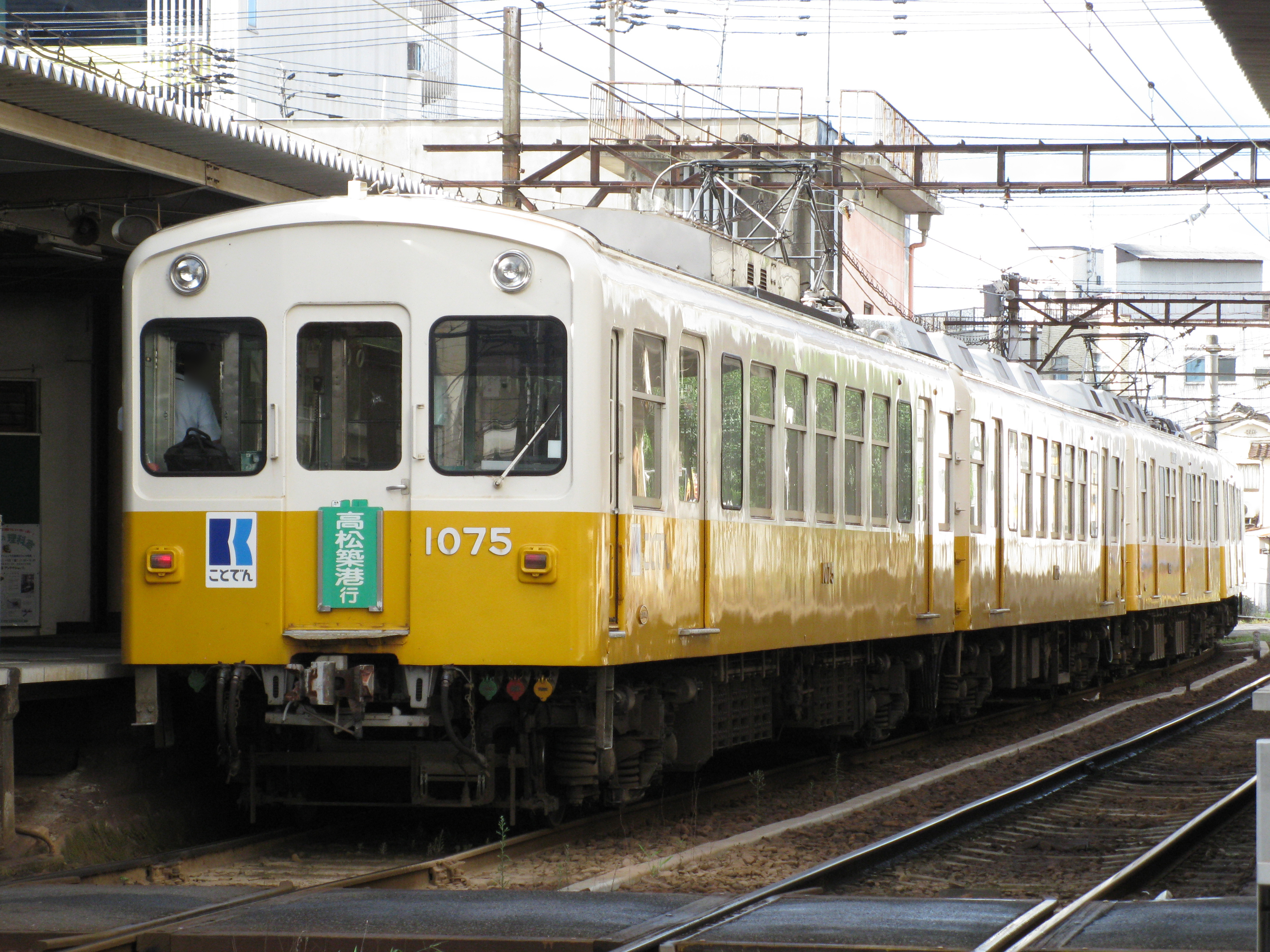
1070형
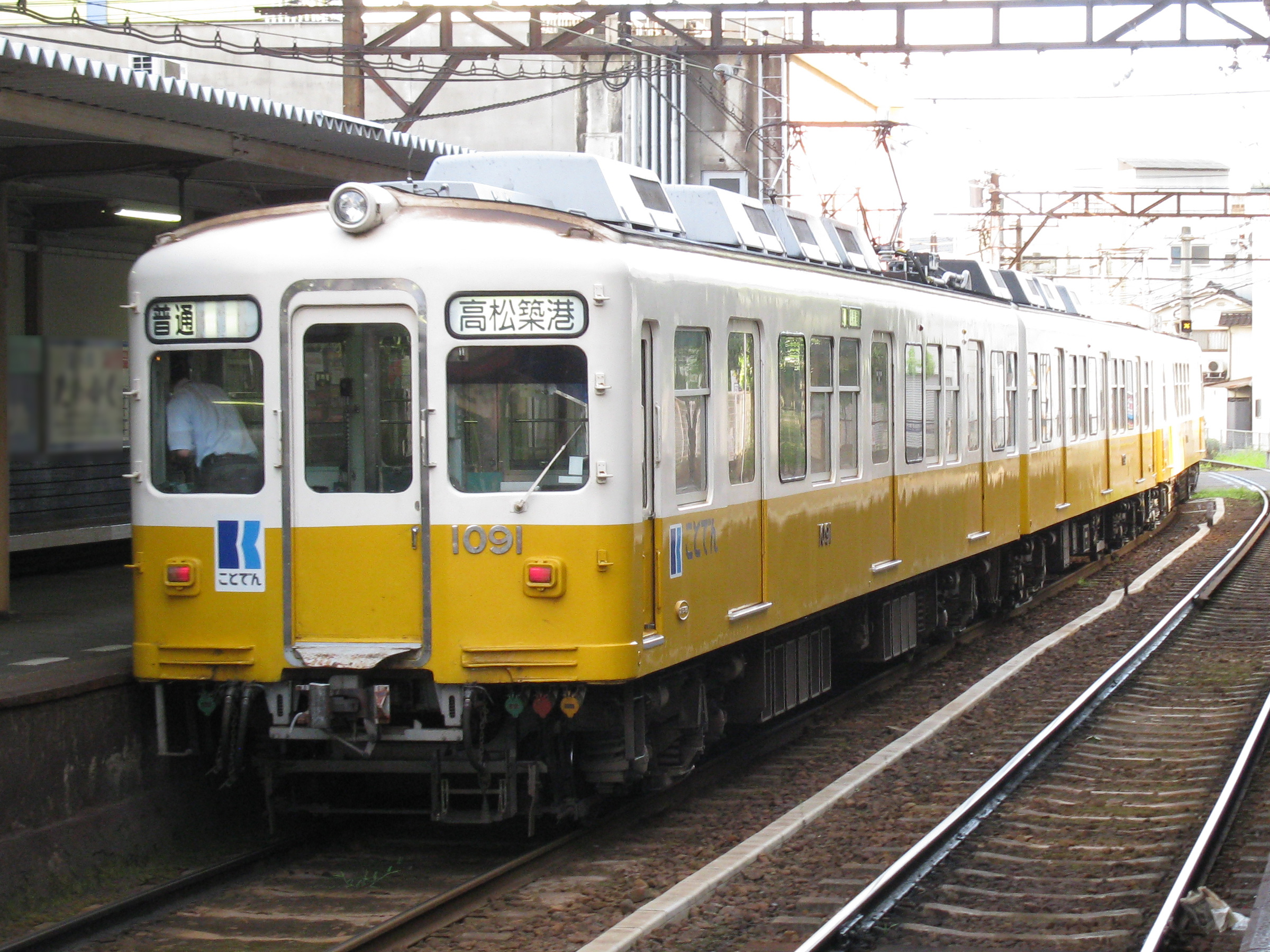
1080형
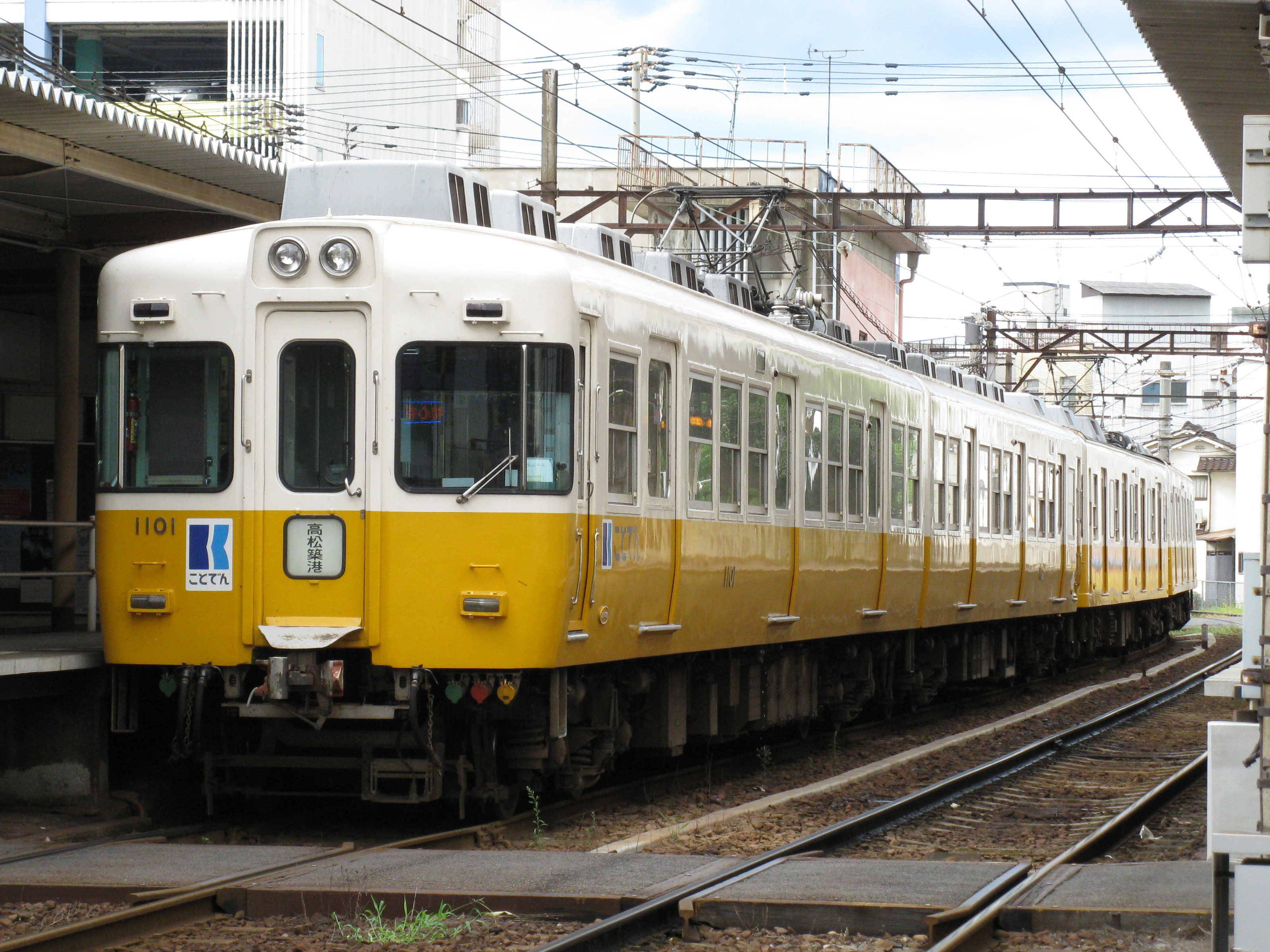
1100형
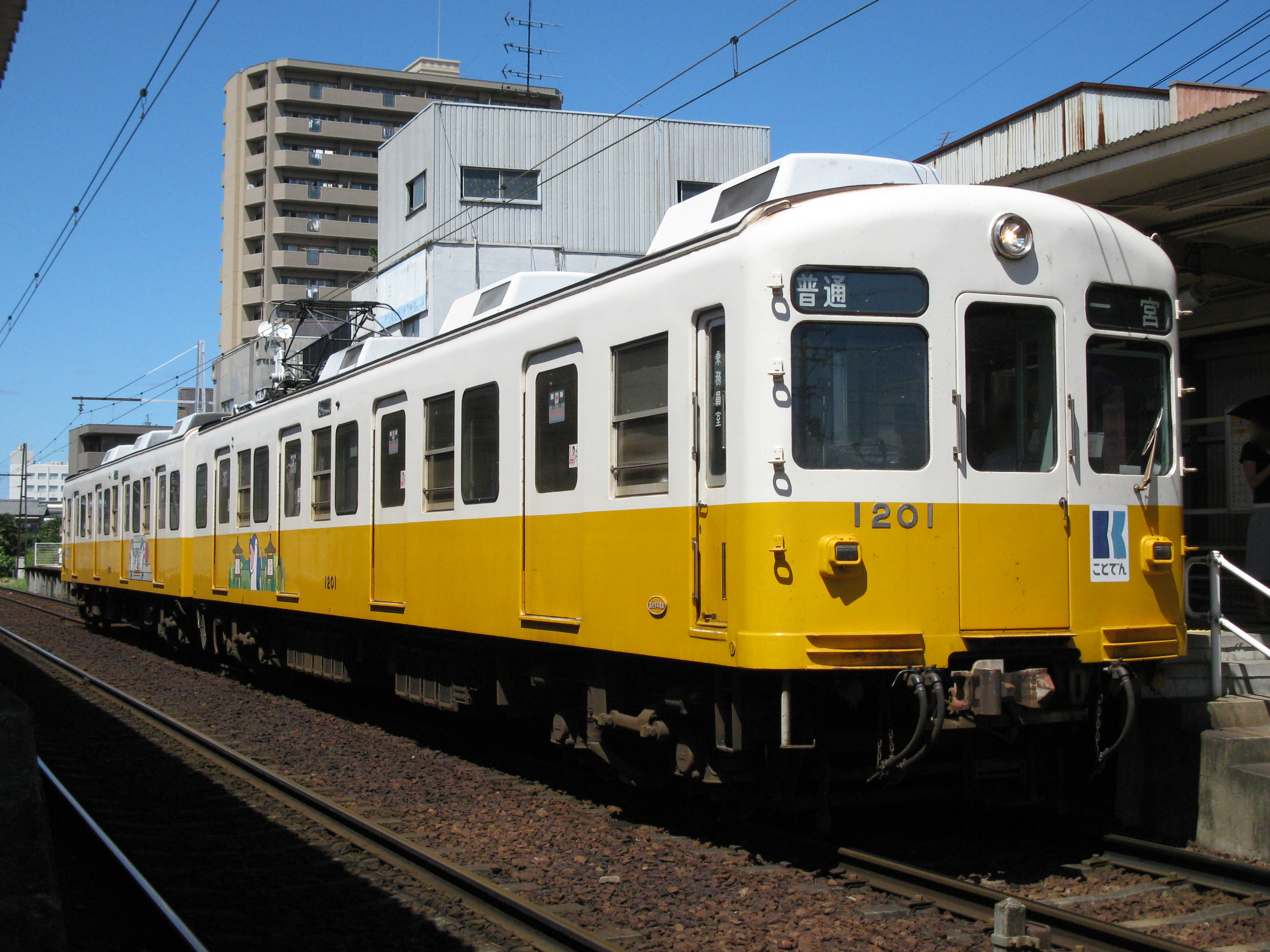
1200형
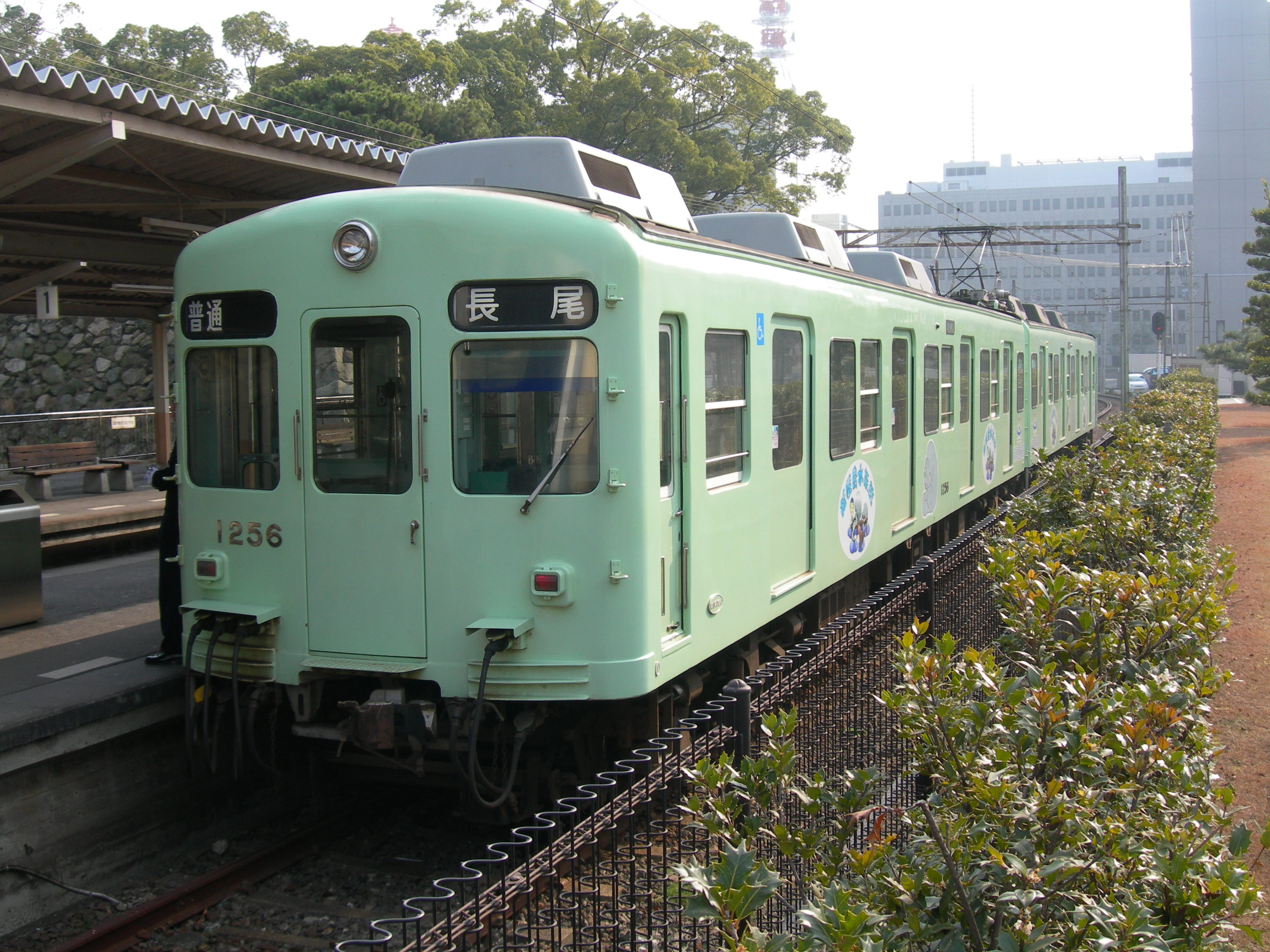
1200형 50번대
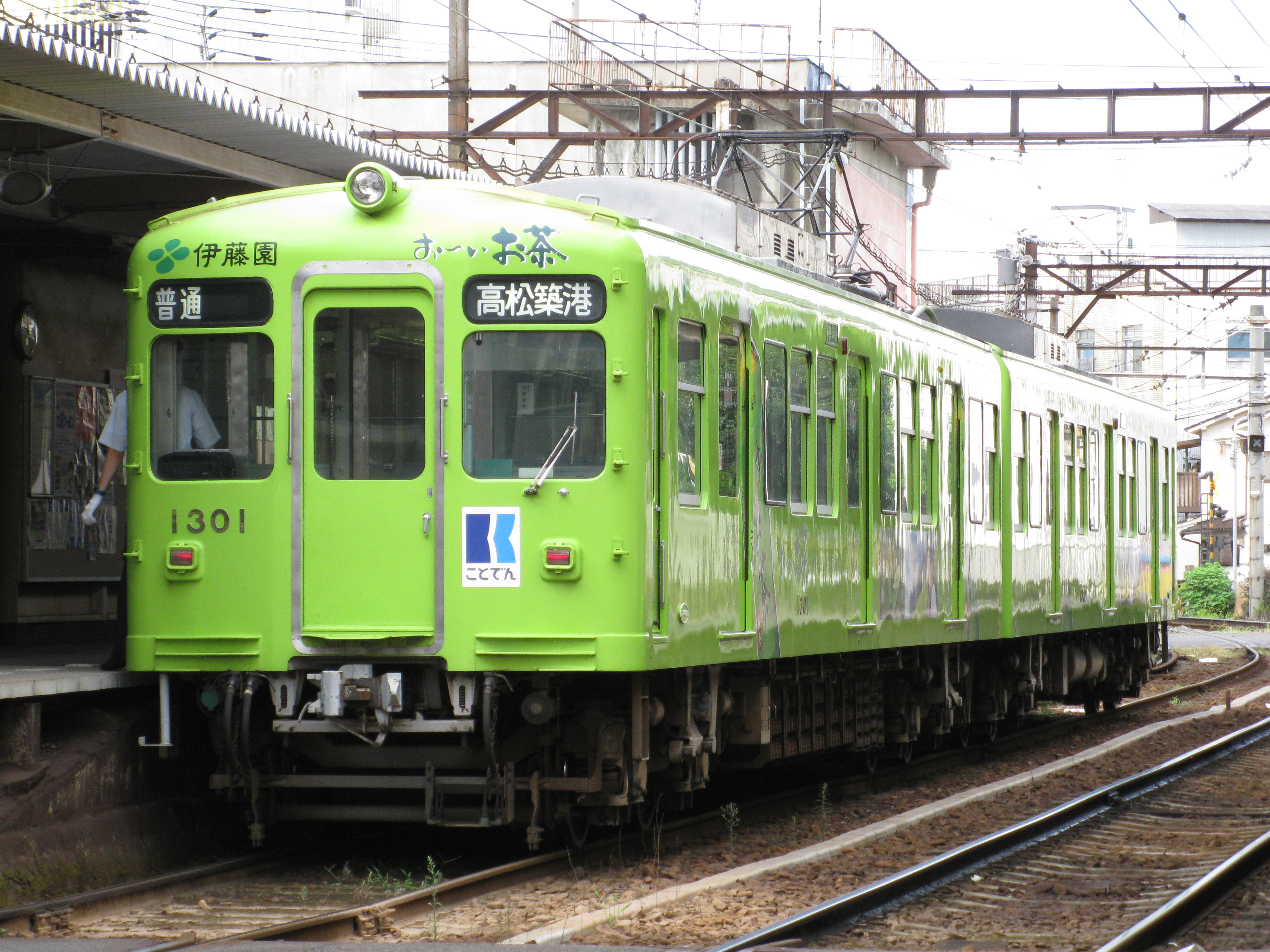
1300형